# HMS Olympus (1930)
HMS Olympus – okręt podwodny typu Odin, który to typ został oryginalnie zaprojektowany dla Royal Australian Navy, aby poradzić sobie z patrolami na duże odległości na wodach Pacyfiku. „Olympus”, zwodowany w grudniu 1928 został zbudowany według tego samego projektu dla Royal Navy. Zatonął po wejściu na minę niedaleko Malty w maju 1942.

## Budowa
HMS „Olympus” zbudowany został w stoczni brytyjskiego koncernu William Beardmore and Company. Jego budowę rozpoczęto 21 grudnia 1926, położenie stępki nastąpiło 14 kwietnia 1927, zaś okręt zwodowany został 11 grudnia 1928. Okręt był pierwotnie przeznaczony do prowadzenia patroli na Pacyfiku dla marynarki australijskiej. Jednak po kryzysie finansowym końca lat 20. powrócił do Royal Navy.

## Dane taktyczno-techniczne
HMS „Olympus” miał wyporność 1475 ton, w zanurzeniu 2030 ton. Jego długość wynosiła 86,4 m, szerokość 9,1 m zaś zanurzenie 4,9 m. Układ napędowy tworzyły dwa silniki wysokoprężne o mocy 4600 HP, dwa silniki elektryczne o mocy 350 HP, dwie śruby napędowe. Okręt mógł osiągnąć maksymalną prędkość 17,5 węzłów, w zanurzeniu 8 węzłów.

Uzbrojenie jednostki stanowiło 100-milimetrowe działo pokładowe QF 4-inch Mk XII, dwa działka Oerlikon 20 mm oraz osiem 21-calowych wyrzutni torped (6 przednich, 2 rufowe).  

## Służba
HMS „Olympus” został ostatecznie oddany do służby 14 czerwca 1930, po czym brał udział w patrolach antypirackich na Morzu Południowochińskim. Od 1931 do 1939 „Olympus” był częścią 4. flotylli na China Station. Od listopada 1939 do marca 1940 służył w 8. flotylli z bazą w Kolombo na Cejlonie. Odbył wówczas kilka długich rejsów patrolowych na Oceanie Indyjskim. W kwietniu 1940 okręt został skierowany na Morze Śródziemne. 7 lipca, a następnie 9 września 1940 został uszkodzony w doku na Malcie podczas bombardowania przez włoskie samoloty. Naprawy i modernizacje zakończono 29 listopada 1940. Od grudnia 1940 do maja 1942 „Olympus” odbył kilkanaście rejsów patrolowych do Gibraltaru, kilka dłuższych, m.in. na Morzu Tyrreńskim, w okolice Azorów, francuskiego portu Brest i do Wielkiej Brytanii, podczas których kilkakrotnie zaatakował torpedami i ostrzałem artyleryjskim włoskie statki handlowe, jednak bez sukcesu. Jedyny raz, 28 lipca 1941 jego atak torpedowy koło Sardynii zakończył się zatopieniem włoskiego statku handlowego „Monteponi” (742 GRT). Okręt brał również udział jako eskorta dwóch konwojów. 
W dniu 8 maja 1942 „Olympus” wszedł na minę i zatonął w pobliżu Malty w przybliżonej pozycji 35°55'34"N, 14°33'58"E. Opuszczał właśnie wtedy Maltę w drodze do Gibraltaru z pasażerami, którymi byli członkowie załóg okrętów podwodnych „Pandora”, „P36” i „P39”, które zostały zatopione podczas nalotów. Z 98 osób na pokładzie ocalało jedynie 9 marynarzy. Musieli przepłynąć około 11 km z powrotem na Maltę. Wraz z okrętem zginęło 89 członków załogi i pasażerów.
Podczas wojny „Olympus” został zaadoptowany przez miasto Peterborough w ramach tzw. Warship Week. Tablica pamiątkowa upamiętniająca to wydarzenie znajduje się w Muzeum Narodowym Królewskiej Marynarki Wojennej w Portsmouth.

## Lokalizacja wraku
Chociaż zespół nurków z Wielkiej Brytanii i Malty twierdził, że odkryto wrak w 2008, jego tożsamość nie została potwierdzona do 2011, kiedy zespół z Aurora Trust ponownie go zlokalizował i zrobił zdjęcia za pomocą ROV. Wrak stoi prosto na głębokości około 115 metrów i jest w dużej mierze nienaruszony. Formalne potwierdzenie tożsamości znaleziska nastąpiło 10 stycznia 2012.

## Upamiętnienie
W maju 2017, w 75. rocznicę zatopienia HMS „Olympus” na wraku umieszczona została tablica ku czci marynarzy, których okręt zabrał ze sobą na dno. W tym samym czasie na półokrągłym skwerze przy Ix-Xatt Ta’ Xbiex w Ta’ Xbiex ustawiony został pomnik, którego autorem jest lokalny architekt Patrick Calleja, upamiętniający zatonięcie okrętu i marynarzy, którzy stracili życie w tej katastrofie. 